# Буцина

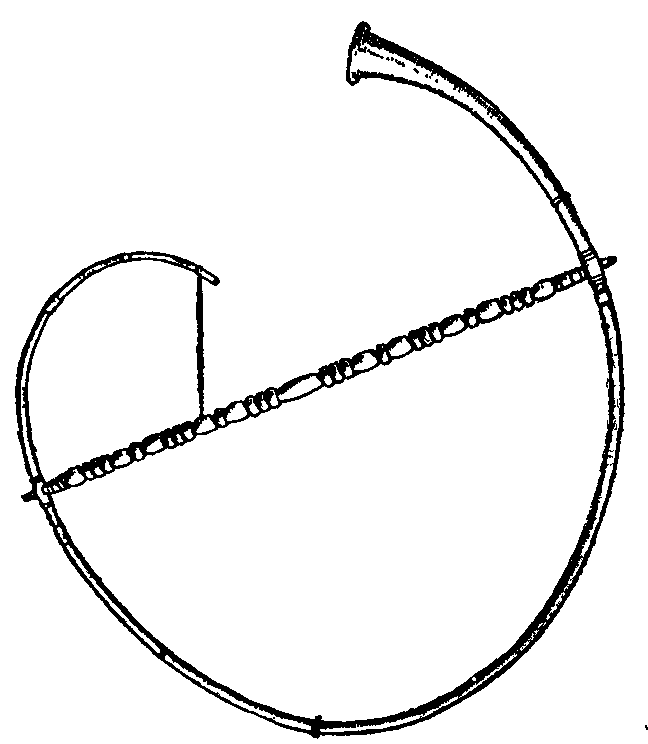
Буцина з Помпеїв

Бу́цина, бу́кцина (лат. buccina, bucina, від bucca — «щока»; класична вимова «букіна») — мідний духовий інструмент, що використовувався в армії Стародавнього Риму. Музиканта, який грав на буцині, називали буцинатором (лат. bucinātor)
Буцина являла собою вузьку мідну циліндричну трубу, приблизно 3,5 метри завдовжки з мундштуком у формі чашки, зігнуту у вигляді широкої літери «C», яка мала горизонтальний розтруб, за який музикант утримував інструмент під час гри.
Знайдені у Помпеї три буцини зберігаються у Національному археологічному музеї Неаполя.

## Коментар
1. ↑  Інше значення слова bucinātor — «щічний м'яз»